# Macrothele yunnanica
Macrothele yunnanica là một loài nhện trong họ Hexathelidae. Loài này phân bố ở Trung Quốc.